# Tasmarcturus simplicissimus
Tasmarcturus simplicissimus is een pissebed uit de familie Rectarcturidae.  De wetenschappelijke naam van de soort is voor het eerst geldig gepubliceerd in 1904 door Whitelegge.